# Макаровская (Заборское сельское поселение)
Макаровская — деревня в Тарногском районе Вологодской области.
Входит в состав Заборского сельского поселения, с точки зрения административно-территориального деления — в Лохотский сельсовет.
Расстояние до районного центра Тарногского Городка по автодороге — 26 км.
По данным переписи в 2002 году постоянного населения не было.